# Redange
Redange (luxembourgsk: Réiden, tysk: Redingen) er en kommune og et byområde i Luxembourg. Kommunen, som har et areal på 31,95 km², ligger i kantonen Redange i distriktet Diekirch. I 2005 havde kommunen 2.308 indbyggere. 
49°46′N 5°53′Ø / 49.767°N 5.883°Ø